# 엘캐시

## 개요
엘캐시(L.cash)는 암호화폐 이용자를 위한 온라인 은행계좌, 해외송금, 암호화폐 교환, 선불카드 등의 서비스를 전문으로 제공하는 업체이다.

## 회사 개요
UAB Livil Pay는 2021년 12월에 리투아니아에 정식 가상자산서비스제공자(VASP)로 등록된 기관으로 주요 목표는 블록체인 기술을 활용하여 금융 서비스의 분산화와 민주화를 추구하는 것입니다. 
회사의 비전과 미션은 개인 및 기업이 글로벌 경제에서 번영할 수 있는 능력을 강화하는 데 초점을 맞추고 있습니다.
특히 UAB Livil Pay는 리투아니아의 금융범죄수사국 (FCIS)로부터 승인을 받았으며 이는 규정 준수와 보안에 대한 헌신을 보여주는 중요한 규제적 이정표입니다. 
가상자산서비스제공자(VASP)로서 리빌은 규제 가이드라인의 범위 내에서 운영하여 거래의 무결성과 투명성을 보장합니다.
또한 UAB Livil Pay는 가상화폐 거래 및 보관을 용이하게 하기 위해 가상화폐 교환 및 예치업면허를 취득했습니다. 이 라이선스는 UAB Livil Pay이 금융 산업에서 신뢰할 수 있는 규제 대상으로 강화되었음을 보여줍니다.
블록체인 기술을 활용하고 필요한 규제 승인을 받음으로써 UAB Livil Pay은 분야에서 혁신을 추구하며 개인과 기업에게 금융 서비스에 대한 개선된 접근성과 글로벌 경제에 참여할 수 있는 능력을 부여하고자 합니다.

## 서비스 항목
엘캐시는 글로벌 유로(Euro) 은행계좌 개설, 암호화폐 교환, 글로벌 송금, 선불 카드, 온라인 결제 등의 서비스를 제공하고 있다.
엘캐시 서비스 및 보안의 하이라이트는 다음과 같다.
1. 글로벌 유로계좌 개설 : 전 세계 유로계좌 개설 서비스를 제공하여 고객에게 편리한 국제거래 및 자금관리를 제공한다.
2. 암호화폐 교환 : 고객이 안전하고 신뢰할 수 있는 플랫폼에서 암호화폐 B2C/B2B를 할 수 있도록 암호화폐 거래 및 교환 서비스를 지원한다.
3. 글로벌 송금 : 글로벌 송금 서비스를 통해 전 세계 어디로든 빠르고 안전하게 송금할 수 있다. 엘캐시의 블록체인 기술은 거래 기록의 신뢰성과 보안을 보장하고 저렴하고 효율적인 글로벌 송금 서비스를 제공한다.
4. 선불카드 : 고객이 기존의 은행계좌를 사용하지 않고 온라인으로 편리하게 결제하고 소비할 수 있도록 선불카드 서비스를 제공한다.

## 보안
엘캐시 서비스에서는 보안을 최우선으로 생각하며 고객의 자금과 개인정보를 안전하게 보호하기 위해 다음과 같은 조치를 취하고 있다.
1. 강화된 보안 시스템 : 최신 보안 기술과 암호화 방식을 사용하여 모든 국제 송금 거래를 보호한다. 고객의 자금과 개인정보는 최고 수준의 보안 시스템으로 보호된다.
2. 규정 준수 : 엘캐시는 국제 금융 규정 및 국내법을 엄격히 준수하고 정부 및 행정 규제 기관과 긴밀히 협력하여 안전한 환경과 규정 준수 운영을 보장한다.
3. 빠른 거래 처리 : 고객이 신속하게 자금을 이체할 수 있도록 최적화된 거래 처리 시스템을 구축하였다. 거래 처리 속도가 빠르고 고객은 실시간으로 자금 이동을 확인할 수 있다.
4. 개인정보보호 : 최신 보안기술과 개인정보 취급방침을 적용하여 고객의 개인정보를 보호하고 개인정보가 유출되는 것을 방지한다.
5. 안전한 액세스 및 거래 : 엘캐시 플랫폼은 안전한 액세스를 제공하고 모든 거래는 암호화되어 고객이 신뢰할 수 있는 거래를 하고 모든 송금이 안전하도록 보장한다.

엘캐시는 고객의 안전과 편의를 중요시하며 이용자에게 최상의 서비스를 제공하기 위해 노력하고 있다.